# Односи Србије и Судана
Односи Србије и Судана су инострани односи Републике Србије и Републике Судана.

## Билатерални односи
Дипломатски односи са Суданом су успостављени 1956. године.
Амбасада Републике Србије у Каиру (Египат) радно покрива Судан.

### Економски односи
- У 2020. извоз Србије износио је $389.000, а увоз $124.000.
- У 2019. извоз из наше земље вредео је $139.000, а увоз $304.000.
- У 2018. извоз Србије износио је $141.000, а увоз $139.000.[3][4]

### Дипломатски представници

#### У Београду
- Абдела Џебир, амбасадор
- Мохамед Ел Диб, амбасадор
- Села Сели, амбасадор
- Ел Тајел Наср, амбасадор
- Осман Х. Осман, амбасадор
- Сајед А. Моктар, амбасадор

#### У Картуму
- Владимир Петковски, амбасадор, 1990—1992.
- Душан Завашник, амбасадор, 1985—1989.
- Благој Михов, амбасадор, 1981—1985.
- Исмет Реџић, амбасадор, 1976—1981.
- Љубо Дрндић, амбасадор, 1971—1975.
- Гојко Жарковић, амбасадор, 1967—1971.
- Исо Његован, амбасадор, 1962—1967.
- Живадин Симић, посланик а затим и амбасадор, 1958—1962.